# 増田桜美
増田 桜美（ますだ はなみ、1998年3月17日  - ）は埼玉県出身、NEWSエンターテインメント・スクールに所属していた元子役。現在はアーティスト。

## 人物
- 趣味:音楽鑑賞、舞台鑑賞
- 特技:歌
- 身長158cm、靴23.5cm（2022年時点）

「サンリオピューロランドのパレードに出たい！」
という一言がきっかけで幼少より芸能事務所に所属し、
ミュージカルなどの舞台をメインに活動。
中学より音大附属に通い、高校から声楽を学ぶ。
大学在学時よりボーカルデュオのユニットとして
ライブやイベントの出演、
CD発売や楽曲配信などの活動を行うが、
2021年よりユニットが活動休止となる。
現在はソロシンガーとしての活動をメインに、
2021年7月よりアコースティックユニット『YOLNEL』の
ボーカルとしても活動を行なっている。
主な出演作品
ハウス･イマジンミュージカル「レ.ミゼラブル 少女コゼット」 主演
松竹(株) ミュージカル「ジェーンエア」 幼いジェーン
劇団四季ミュージカル「サウンドオブミュージック」 次女ルイーザ
ホリプロ「NO STAGE NO LIFE! ミュージカルを止めるな!」
```
...他
```

## 出演

### TV
- アットホーム・ダッド（2004年、関西テレビ）園児 役
- うちはステップファミリー（2005年、TBS）若菜 役
- Dのゲキジョー 〜運命のジャッジ〜（2005年8月19日、フジテレビ）本人幼少 役
- いつみても波瀾万丈（2006年8月13日、日本テレビ）同級生 役
- 「ひるこた!〜昼もこたえてちょーだい!〜」犬編・焼肉編（フジテレビ）
- ありがとう!家族 芸能人、涙と感動のカルテ（2006年9月26日、テレビ東京）さくら 役
- Hi! Hey! Say!（テレビ東京）妹 役
- モンスターペアレント （2008年、関西テレビ）
- 「クラブキッズ」ダンスコーナー（スカイパーフェクTV!）
- ジェーン・エア（2009年11月29日、WOWOW）

### CM
- 不二家クリスマスケーキ（2008年12月）姉 役
- プライム ハンディカラオケ
- ANAピカ夏家族旅行
- 専修大学（TVK）
- スチール
  - カシオデジカメ
  - カシオ（海外展示会用）
  - 西武園ゆうえんち「アイススケート」編
  - 経済産業省 フィルタリングポスター・チラシ
- ビデオパッケージ
  - エポック社「プカプカフロッピー」
  - NTTDoCoMo
  - カラオケ映像
  - トーショー医療機器

### 舞台
- ミュージカル「あしながおじさん」
- オペラ「セビリアの理髪師」
- イマジンミュージカル「レ・ミゼラブル 少女コゼット」（2007年）コゼット 役
- リーディングミュージカル「やさしいライオン」（2008年3月15?16日）子 役
- 日生劇場9月公演ミュージカル「ジェーン・エア」（2009年9月）幼いジェーン 役
- 劇団四季サウンド・オブ・ミュージック（2010年6月）ルイーザ 役

### PV
- Jackson vibe「案ずるな」

### イベント
- ナムコ ゲームイベント

### WEB
- リクナビ HP